# كبلر-42d
كليبر 42 دي (بالفرنسية: Kepler-42 d)‏ الذي يرمز له بالرمز Kepler-42d، هو كوكب خارج المجموعة الشمسية، في كوكبة الدجاجة (كوكبة)، يتبع Kepler-42 ‏.

## الاكتشاف
اكتشف في 11 يناير 2012، بواسطة مهمة كبلر، وكانت طريقة الاكتشاف طريقة العبور.